# Stelio Molo
Stelio Molo (* 14. Februar 1916 in Bellinzona; † 5. November 1995 in Lugano; heimatberechtigt in Bellinzona) war ein Schweizer Jurist und Leiter des Senders Radiotelevisione della Svizzera italiana (RSI). Er führte von 1972 bis 1980 die Schweizerische Radio- und Fernsehgesellschaft (SRG) als Generaldirektor.

## Leben
Stelio Molo war der Sohn von Romolo Molo und Malvina geborene Musso. Nach dem Schulbesuch in Bellinzona besuchte er das Gymnasium in Lugano. Anschliessend studierte er Rechtswissenschaften an den Universitäten Lausanne, Hamburg und Bern. In Bern arbeitete Molo neben dem Studium als italienischsprachiger Redaktor der Schweizerischen Depeschenagentur (SDA). Nach dem Lizentiat und der Promotion kehrte er 1944 ins Tessin zurück und arbeitete als Advokat.
Molo wurde 1945 Sekretär im kantonalen Departement des Inneren. Zwei Jahre später übernahm er die Leitung des Landessenders Radio Monte Ceneri. Im Jahr 1964 wechselte er als Leiter zu Radiotelevisione della Svizzera italiana (RSI), bis er 1972 Generaldirektor der SRG wurde. Der Schwerpunkt seiner Amtszeit lag auf Strukturreform und Finanzkontrolle der Gesellschaft. Gleichzeitig musste Molo den Druck von Politik- und Finanzkreisen eindämmen. Auf die Programmentwicklung wurde weniger Gewicht gelegt.
Molo übergab das Amt 1981 an Leo Schürmann. Im Sendezentrum der RSI ist das «Auditorio Stelio Molo» nach ihm benannt.